# 斯潘塞湾

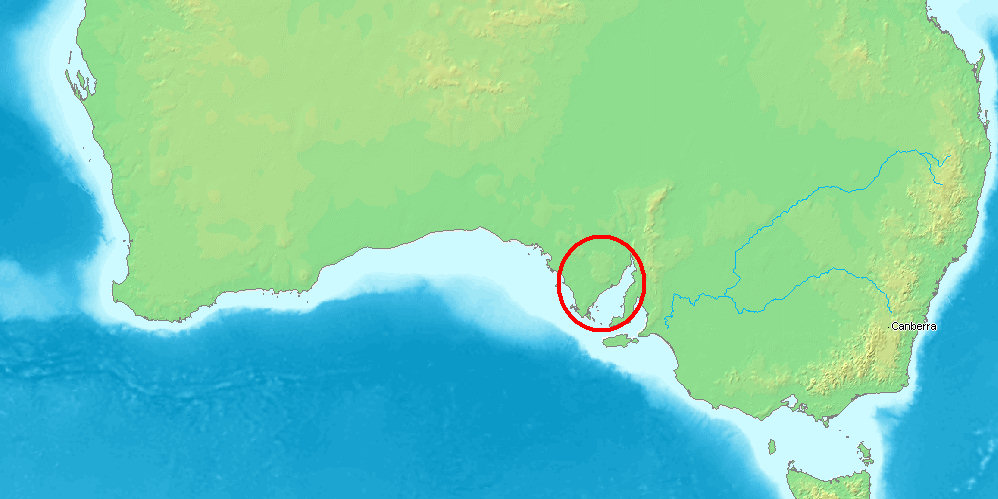
斯潘塞湾在澳大利亚的位置

斯潘塞湾（英語：Spencer Gulf）澳大利亚南海岸南澳大利亚州的印度洋三角湾。位于艾尔半岛与约克半岛之间，最宽处80英里，长200英里。约克半岛将相对较小的圣文森特湾与斯潘塞湾隔开。